# Christina Offley
Christina Andrea Offley (* 1. Januar 1993 in Brooklyn) ist eine US-amerikanische Schauspielerin.

## Leben
Christina Andrea Offley wurde in der Bronx geboren wurde und wuchs in Brooklyn, New York City, auf. In jungen Jahren begann sie am Broadway zu spielen und schloss sich schließlich als Studentin und Praktikantin dem Student Production Workshop der Roundabout Theatre Company in Manhattan an, dort führte sie Regie, schrieb Drehbücher und spielte in verschiedenen Bühnenproduktionen mit. Sie machte den Bachelor of Fine Art für Schauspiel und Darstellende Kunst an der American Musical and Dramatic Academy in Los Angeles. Bekannt wurde Offley für ihre Rolle der Sharice in der Serie Atypical.

## Filmografie (Auswahl)
- 2012: M.E.D. (Kurzfilm)
- 2016: Jahrhundertfrauen (20th Century Women)
- 2016: Strawberry Kisses (Kurzfilm)
- 2017: Lady Bird
- 2017: Casino Undercover
- 2017–2021: Atypical (Fernsehserie, 9 Folgen)
- 2019: Bless This Mess (Fernsehserie)